# Amarante FC
Amarante FC is een Portugese voetbalvereniging, opgericht op 1923. De thuishaven is het Municipal de Amarante, te Amarante. Het eerste elftal speelt anno 2024 op het derde niveau van het voetbal.

## Bekende (ex-)spelers
- Ricardo Carvalho (Jeugd)
- Attila Ladinszky
- Cláudio Ramos
- Tiago Rodrigues

## Erelijst
- Campeonato de Portugal : 2007-2008, 2010-2011 (2×)
- AF Porto Divisão de Honra : 2005-2006 (1×)

Groep A · Amarante · Anadia · Braga B · Fafe · Lusitânia · Sanjoanense · São João de Ver · Trofense · Varzim · Vilaverdense

Groep B · 1.º Dezembro · Académica Coimbra · Atlético Clube de Portugal · Belenenses · Caldas · Covilhã · Lusitânia · Oliveira do Hospital · Santarém · Sporting B